# Spresiano
Spresiano (velenceiül Sprezian) település Olaszországban, Veneto régióban, Treviso megyében. Lakosainak száma 12 242 fő (2023. január 1.). Spresiano Arcade, Carbonera, Cimadolmo, Mareno di Piave, Maserada sul Piave, Santa Lucia di Piave, Susegana, Villorba és Nervesa della Battaglia községekkel határos.

## Népesség
A település népességének változása:
| Lakosok száma | 12 209 | 12 136 | 12 242 |
|               | 2017   | 2018   | 2023   |